# Грамздская волость
Гра́мздская во́лость (латыш. Gramzdas pagasts) — одна из территориальных единиц Южно-Курземского края Латвии, в историко-культурной области Курземе. Находится на юго-востоке края. Граничит с Вайнёдской, Приекульской, Виргской и Калетской волостями своего края и с Клайпедским уездом Литвы. Волостной центр — село Грамзда.

## История
До 1949 года на территории нынешней Грамздской волости было две волости — Грамздская и Айзвикская. В 1945 году в Грамздской волости были основаны Грамздский и Мазграмздский сельсоветы, в Айзвикской волости — Айзвикский и Веленский сельсоветы. В 1949 году волостное деление было отменено. В 1954 году к Грамздскому сельсовету был присоединён Мазграмздский сельсовет, а к Айзвикскому сельсовету был присоединён Веленский сельсовет. В 1961 году Айзвикский сельсовет был присоединён к Грамздскому сельсовету, который в свою очередь в 1975 году был включён в состав вновь созданного Приекульского сельсовета.
В 1990 году Грамздская волость была восстановлена в составе Лиепайский района. В 2009 году, в результате латвийской административно-территориальной реформы, Грамздская волость вошла в состав Приекульского края. В ходе административно-территориальной реформы Латвии 2021 года, Приекульский край был упразднён, Грамздская волость вошла в состав укрупнённого Южно-Курземского края.

## География
Грамздская волость расположена на Эмбутском всхолмлении Западной Курземской возвышенности. Самое высокое место (109,9 м над уровнем моря) находится в северо-восточной части волости.
Южную границу волости с Литвой образуют приток Барты Апше со своим притоком Сарте. Территорию волости пересекает бывший приток Апше река Видвиде, которая по новому руслу впадает в реку Руня, протекающую по западной части волости. В верхнем и среднем течении на участке длиной 12 км, где Видвиде протекает по холмистой местности ее падение достигает 7,7 м/км. Руня — одна из самых быстрых рек Латвии, течёт по каньонообразной долине, заросшей хвойными и широколиственными деревьями. В реке живет форель, заходят лосось, сиг, угорь.
Большие массивы влажных лугов в южной части волости в настоящее время осушены. Есть небольшие водоемы (озёра и пруды). Леса занимают 31,1 % территории волости. Имеются месторождения гравия, песка и залежи пресноводной извести.

## Население
В VIII—IX веках на территории Грамздской волости жили древние курши. В 1710 году, во время эпидемии чумы большая часть населения вымерла. Наибольшая популяция населения в волости была в 1840—1870 годы, но до 1914 года почти половина эмигрировала, рождаемость также быстро снижалась. В 1935 году в Грамздской волости проживало 1380 человек, из них латышей — 92,5 %, русских — 1,5 %, немцев — 1,1 %, евреев — 0,5 %. В Айзвикской волости проживало 977 человек, из них латышей — 84,7 %, русских — 6,5 %, немцев — 0,9 %.
В 2000 году в Грамздской волости проживало 870 человек, из них 48,3 % мужчин, 51,7 % женщин. По национальному составу: латышей — 70,8 %, литовцев — 24,0 %, русских — 3,7 %. В Грамзде проживало 342 человека, в Айзвики проживало 140 человек.
По состоянию на 1 января 2022 года население волости составляло 602 человека.

## Экономика
В 1935 году в Грамздской волости насчитывалось 196 крестьянских хозяйств, работали лесопилка, водяные мельницы, молокозавод, 2 магазина. В Айзвикской волости было 176 крестьянских хозяйств, имелся один магазин. С началом коллективизации были образованы колхозы «Балтайс цельш» (рус. Белый путь), «Красный партизан», «Падомью ритс» (рус. Советское утро), «1 мая», «Зелта друва» (рус. Золотая нива), которые позже были объединены в колхоз «Грамзда». В Айзвики и Грамзде имелись лесопилки.
По состоянию на 2000 год в волости было 139 крестьянских хозяйств и 162 приусадебных хозяйства. Работало предприятие по деревообработке, 2 магазина.

### Транспорт
Волость пересекает региональная автодорога P114 Илмая — Приекуле — граница Литвы и местные автодороги V1215 Пурмсати — Грамзда, V1218 Барта — Калети — Грамзда, V1214 Айзвики — Грамзда и V1213 Вайнёде — Айзвики.

## Образование и культура
Начальная школа в волости была основана в 1845 году. В 1935 году были начальные школы в Грамзде и Айзвики (последняя ликвидирована в 1968 году). В обоих волостных центрах также работали библиотеки. Грамздское драматическое общество имело свою сцену. В годы советской власти в Айзвики был построен клуб. 
По состоянию на 2000 год в волости работала начальная школа, имелись 2 библиотеки, дом культуры в Грамзде, рассчитаный на 200 мест. Действовали школьная фольклорная группа «Jumitis», женский вокальный ансамбль, клуб по интересам «Māmiņu skola».